# Larry Sanger
Lawrence Mark Sanger, dit Larry Sanger, est un développeur américain de projets sur Internet né le 16 juillet 1968 à Bellevue (Washington). 
Cofondateur de l'encyclopédie en ligne Wikipédia avec Jimmy Wales, il a pris ses distances avec celle-ci peu de temps après son lancement, d'abord pour créer Citizendium, une autre encyclopédie en ligne qui mise sur l'expertise avec comité de lecture et, par la suite, pour aider à élaborer Everipedia.
La critique de Larry Sanger envers Wikipédia est reprise comme argument d'autorité par les détracteurs de l'encyclopédie, notamment par le Parti républicain et l'alt-right aux États-Unis, et également par l'extrême droite en France.

## Biographie
Larry Sanger grandit à Anchorage en Alaska et vit actuellement dans l'Ohio aux États-Unis.
Intéressé par la philosophie d'Ayn Rand, il s'abonne à une liste de diffusion objectiviste gérée par Jimmy Wales dès 1994 et crée sa propre liste — à laquelle Wales, à son tour, s'abonne — peu après.
En 2000, il obtient un doctorat en philosophie de l'université d'État de l'Ohio, avec une thèse intitulée « Epistemic Circularity: An Essay on the Problem of Meta-Justification » réalisée sous la direction du professeur George Pappas (en).
À partir de janvier 2000, il travaille pour Bomis — dont Jimmy Wales est l'actionnaire majoritaire — comme éditeur en chef du projet d'encyclopédie en ligne gratuite Nupedia. En janvier 2001, frustré par l'avancement lent de Nupedia, il propose la création d'un wiki afin d'accroître la vitesse de développement des articles. Cette idée est la suite d'une conversation entre Larry Sanger et Ben Kovitz, qui lui explique le concept des wikis lors d'un repas à San Diego le matin du 2 janvier 2001.[citation nécessaire]
Il propose alors à Jimmy Wales d'allier le potentiel du format wiki à la mise en place d'une encyclopédie plus souple, ce qui donne lieu à la création de Wikipédia qui est officiellement fondée le 15 janvier 2001. À partir de ce moment, Larry Sanger travaille parallèlement à Nupedia et à Wikipédia. Il participe à l'élaboration de la majorité des règles de bonne conduite d'origine de cette dernière.[citation nécessaire]
Larry Sanger démissionne le 1er mars 2002 de son titre d'éditeur en chef de Nupedia et de ses fonctions d'organisateur en chef de Wikipédia (fonctions qu'il devait assumer dorénavant à titre bénévole), à la suite de l'annulation par Bomis en février 2002 du budget consacré à son poste.[citation nécessaire] Selon sa lettre de démission, son retrait n'est pas dû à une perte de confiance dans les projets Nupedia/Wikipédia ni à de mauvaises relations avec Jimmy Wales, mais principalement à l'impossibilité de concilier le temps qu'exigeaient ces tâches avec la nécessité de rechercher un nouvel emploi et d'assumer ses autres obligations. Dans l'année suivant son départ, le 26 septembre 2003, Nupedia cesse ses activités et Wikipédia continue son expansion.
À partir de 2004, il est chargé de cours en philosophie à l'université d'État de l'Ohio.
En 2007, il crée Citizendium, une encyclopédie à comité de lecture dont les articles doivent être vérifiés par des scientifiques. En six ans, 16 500 articles ont été créés, dont 200 ont été approuvés par des experts.
En avril 2010, dans une lettre ouverte au FBI, Larry Sanger accuse Wikimedia Commons d'héberger des images pornographiques, notamment de la pornographie pédophile. Il s'agit de reproductions d'œuvres d'art et d'images de nature éducative visant à illustrer des articles de l'encyclopédie. Afin de prévenir un scandale dans les médias — notamment alimenté par Fox News, demandant aux donateurs de Wikipédia tels Google et Microsoft s'ils approuvaient la pornographie pédophile, Jimmy Wales supprime 71 fichiers de sa propre autorité. Par la suite, la moitié de ceux-ci est remise en ligne. Ce comportement, jugé autocratique, suscite de vives critiques au sein de la communauté wikipédienne. Peu après, Wales abandonnera volontairement ses privilèges extraordinaires, même s'il gère le seul compte dans le groupe-utilisateur des fondateurs.
Critique parfois acerbe de Wikipédia, Larry Sanger dit par exemple en 2015 que le site en anglais est devenu « un asile, géré par les détenus ».
En 2017, Mabhod Moghadam le convainc de rejoindre Everipedia en tant que directeur des systèmes d'information. Cette dernière est une encyclopédie fondée sur une technologie décentralisée (blockchain) qui aiderait à contourner la censure,. Après avoir longtemps critiqué l'hostilité des experts à Wikipédia, il s'adapte à un environnement d'édition où les critères de notabilité sont volontairement amoindris.
Larry Sanger critique Wikipédia. En 2021, il affirme que « Wikipédia vante désormais des points de vue controversés sur la politique, la religion et la science ». Il ajoute : « Vous ne pouvez pas du tout citer le Daily Mail. Vous ne pouvez pas non plus citer Fox News sur les questions sociopolitiques. C'est interdit. Qu'est-ce que cela signifie ? Cela signifie que si une controverse n'apparaît pas dans les grands médias de centre-gauche, elle n'apparaîtra pas sur Wikipédia » « le parti pris idéologique et religieux de Wikipédia est réel et troublant, en particulier dans une ressource qui continue d'être considérée par beaucoup comme un ouvrage de référence impartial »,.
La critique de Larry Sanger envers Wikipédia est reprise comme argument d'autorité par les détracteurs de l'encyclopédie, notamment par le Parti républicain et l'alt-right aux États-Unis, et également par l'extrême droite en France.
En février 2025, Larry Sanger a demandé au PDG de Tesla, Elon Musk, d'enquêter sur les branches du gouvernement des États-Unis « qui ont des employés payés pour éditer, surveiller, mettre à jour ou faire du lobbying sur Wikipédia » et a préconisé que ces départements « devraient être supprimés ». Musk a répondu : « Bonne idée »,,.

## Documentaires
- Il était une fois Wikipédia, Lorenza Castella et Jascha Hannover, 2021[14]
- Faut-il croire Wikipedia ? Enquête sur un monde parallèle - Reportage Envoyé Spécial, 2020[15]